# Elisabeth Nobiling
Olga Elisabeth Magda Henriette Nobiling (São Vicente, 9 de dezembro de 1902 – São Paulo, 5 de maio de 1975) foi uma escultora, ceramista e artista gráfica brasileira.

## Biografia
Nobiling estudou com Edwin Scharff e Klipech na Alemanha antes de retornar ao Brasil em 1934. Lá, trabalhou com Victor Brecheret e ingressou no grupo de artistas Grupo 7 (não deve ser confundido com o Grupo dos Sete). No final da década de 1940, foi professora no Museu de Arte Moderna do Rio de Janeiro. Em 1953, tornou-se professora da Faculdade de Arquitetura e Urbanismo da Universidade de São Paulo.
Ela esteve representada na primeira e na segunda Bienal Internacional de São Paulo em 1951 e 1953.